# Marta Cox
Marta Alejandra Cox Villareal (Panama-Stad, 20 juli 1997) is een Panamees voetbalspeelster die als middenvelder actief is bij CF Pachuca en de nationale ploeg van Panama.

## Biografie
Cox (bijnaam Martita) is oorspronkelijk afkomstig uit de wijk Chorrillo in Panama-Stad en begon in 2014 te voetballen bij de Dragonas Club in de Mexicaanse Liga Mayor Femenil (LMF). Ze maakte haar professionele debuut in 2018 bij het Colombiaans Deportes Quindío-vrouwenteam. Het jaar daarop speelde ze voor Cortulúa in Colombia om vervolgens naar de Panamese club CD Universitario te gaan. Ze was van 2020 tot 2021 speelster bij Alajuelense in Costa Rica waarmee ze de landstitel behaalde.
Cox speelt sinds 2021 in de Mexicaanse Liga MX Femenil. Het eerste seizoen bij de vrouwenploeg van Club León waar ze de allereerste buitenlandse speelster van het team werd. Sinds 2022 speelt ze bij de vrouwenploeg van CF Pachuca.

## Internationale carrière
Cox speelde in mei 2012 in het nationaal vrouwenteam onder 17 op het CONCACAF-kwalificatietoernooi U-17. Ze speelde met de nationale ploeg op het CONCACAF-kwalificatietoernooi 2018. Door het behalen van de vierde plaats plaatste Pananama zich voor de intercontinentale play-offs voor het Wereldkampioenschap voetbal vrouwen 2019 waar ze werden uitgeschakeld door Argentinië. Ze nam ook met het nationale team deel aan de Pan-Amerikaanse Spelen 2019 en het CONCACAF-kwalificatietoernooi 2022.
Cox maakte deel uit van de selectie van 23 speelsters die door Nacha Quintana op 26 januari 2023 bekendgemaakt werd voor de intercontinentale play-offs in februari in Nieuw-Zeeland en zich kwalificeerden voor het Wereldkampioenschap voetbal vrouwen 2023. De eerste play-off-wedstrijd tegen Papoea-Nieuw-Guinea op 19 februari werd gewonnen met 2-0 met in de 12e minuut een doelpunt van Cox en in de 63e minuut een doelpunt van invaller Riley Tanner. Panama kwalificeerde zich op 23 februari voor de allereerste maal in hun bestaan voor het WK dankzij een goal van Lineth Cedeño in de 75e minuut op aangeven van Cox, in de beslissende partij tegen Paraguay, die met 1-0 gewonnen werd.
1: Bailey ·
2: Jaén ·
3: Murillo ·
4: Castillo ·
5: Pinzón ·
6: Quintero ·
7: Rangel ·
8: Batista ·
9: Riley ·
10: Cox ·
11: Mills · 12: Córdoba · 13: Alvarado · 14: Pérez · 15: Espinosa · 16: Díaz · 17: Angulo · 18: Hernández · 19: Cedeño · 20: Montenegro · Coach: Suárez
1: Fábrega ·
2: Jaén ·
3: Reyes ·
4: Castillo ·
5: Pinzón ·
6: Salazar ·
7: Rangel ·
8: Batista ·
9: Riley ·
10: Cox ·
11: Camarena · 12: Bailey · 13: Natis · 14: De León · 15: Guevara · 16: Espinosa · 17: Villagrand · 18: Hernández · 19: Cedeño · 20: González · 21: De Obaldía · 22: Ducreux · 23: Vargas · Coach: Quintana
1: Fábrega ·
2: Jaén ·
3: Natis ·
4: Castillo ·
5: Pinzón ·
6: Salazar ·
7: E.Cedeño ·
8: González ·
9: Riley ·
10: Cox ·
11: Mills · 12: Bailey · 13: Tanner · 14: Montenegro · 15: Vargas · 16: Espinosa · 17: Batista · 18: Hernández · 19: L.Cedeño · 20: Quintero · 21: De Obaldía · 22: Córdoba · 23: Baltrip-Reyes · Coach: Quintana